# Mikael Östberg
Mikael Östberg (Sollentuna, 21 maggio 1977) è un ex fondista svedese.

## Biografia
In Coppa del Mondo esordì l'11 marzo 1998 a Falun (76°) e ottenne l'unica vittoria, nonché primo podio, il 19 dicembre 2002 a Linz.
In carriera prese parte a un'edizione dei Giochi olimpici invernali, Torino 2006 (12° nella sprint), e a una dei Campionati mondiali, Val di Fiemme 2003 (9° nella sprint).

## Palmarès

### Coppa del Mondo
- Miglior piazzamento in classifica generale: 31º nel 2003, nel 2005 e nel 2006
- 3 podi (2 individuali, 1 a squadre[1]):
  - 1 vittoria (individuale)
  - 1 secondo posto (individuale)
  - 1 terzo posto (a squadre)

#### Coppa del Mondo - vittorie
| Data             | Località | Nazione | Spec. |
| ---------------- | -------- | ------- | ----- |
| 19 dicembre 2002 | Linz     | Austria | SP TL |

Legenda:

TL = tecnica libera

SP = sprint